# هورسشو بند، تگزاس
هورسشو بند (به انگلیسی: Horseshoe Bend) یک منطقهٔ مسکونی در ایالات متحده آمریکا است که در تگزاس واقع شده‌است. هورسشو بند ۷۸۹ نفر جمعیت دارد و ۲۱۸٫۸۵ متر بالاتر از سطح دریا واقع شده‌است.